# Фізична оптика
Фізи́чна о́птика (відома також як хвильова оптика) — розділ оптики, у якому вивчаються явища інтерференції, дисперсії, дифракції, поляризації світла та інші процеси, в яких наближення геометричної оптики не справджується. Базується на принципі Гюйгенса, згідно з яким кожна точна хвильового фронту є джерелом хвиль, що розповсюджуються у всіх напрямках. Іншим важливим принципом є принцип суперпозиції, який визначає що в лінійних системах значення амплітуди хвилі в певній точці простору визначається амплітудами хвиль, які проходять через цю точку, з врахуванням фаз.
1. Хвильова оптика. Інтерференція світла (закінчення). 
Багатопроменева інтерференція. Багатопроменева інтерференція в тонких плівках.
2. Хвильова оптика. Дифракція світла (початок). 
Дифракція світла – сукупність явищ, що обумовлені хвильовою природою світла та спостерігаються при його поширенні в середовищі з різко вираженою оптичною неоднорідністю (отвори в екранах, границі непрозорих тіл тощо).
В більш вузькому сенсі під дифракцією світла розуміють огинання світлом зустрічних перешкод, тобто відхилення від закону прямолінійного поширення.

Для опису поширення світла за наявності таких різко виражених неоднорідностей застосовують принцип Гюйгенса-Френеля.
Принцип Гюйгенса-Френеля:
1. В кожний момент часу кожну точку електромагнітної хвилі можна представити як точкове джерело вторинних хвиль, які поширюються в усіх напрямках та є когерентними між собою.
2. Результат дії електромагнітної хвилі у будь-якій досліджуваній точці можна представити як результат інтерференції (взагалі, багатопроменевої) зазначених вторинних хвиль.
Інше формулювання п.2: світлове поле, що виникає в результаті інтерференції зазначених вторинних хвиль, бігається з реальним полем електромагнітної хвилі в досліджуваній точці.
Дифракція Френеля та Фраунгофера, різниця між ними.
Дифракція Френеля. Метод зон Френеля. Зонна діаграмма. Пляма Араго-Пуассона.